# Reis de Mide

La bandera de Mide

En la Irlanda medieval els Reis de Mide eren del Clann Cholmáin, una branca dels Uí Néill. Alguns d'ells arribaren a Gran rei d'Irlanda. Després de la caiguda del regne al segle xii la seva dinastia, el Ua Mael Sechlainn o Ó Melaghlins, foren desplaçats a l'oest i es van establir al marge oriental del riu Shannon. Es van observar alguns portadors del nom entre la noblesa gaèlica fins a finals de la dècada de 1690, tot i haver perdut tot el poder real que tenien abans.
El regne de Mide sí que sembla haver existit com un regne (encara que de diferents mides), almenys des de l'època històrica antiga. El seu nom significa mitjà, que denota el fet que es troba al centre d'Irlanda en el que avui és el Comtat de Westmeath, parts del nord del comtat d'Offaly, el sud del comtat de Longford i la part occidental del comtat de Meath Els seus primers reis podien haver estat els Dál Messin Corb - el sept dels quals, el Uí Garrchon, eren reis de Leinster. Tanmateix, a partir de finals dels 400 que van ser expulsats de la seva pàtria original en el modern comtat de Kildare i les Muntanyes Wicklow per l'Ui Néill, el sept dels quals, els Clann Cholmáin, van prendre el seu lloc.

## Primers reis de Mide

### Reis de Mide Clann Cholmáin
- Domnall Midi mac Murchado 743-763
- Fallomon mac Con Congalt (del Clann Cholmáin Bicc) ? a 766
- Donnchad Midi mac Domnaill 766-797
- Domnall mac Donnchada Midi 797–799
- Muiredach mac Domnaill Midi 799–802
- Diarmait mac Donnchado 802–803
- Conchobar mac Donnchado 803–833
- Niall mac Diarmato ???–826
- Máel Ruanaid mac Donnchada Midi 833–843
- Fland mac Maele Ruanaid 843–845
- Máel Sechnaill mac Maíl Ruanaid 845–22 de novembre de 862
- Lorcán mac Cathail 862–864
- Conchobar mac Donnchado ???–864
- Donnchad mac Aedacain 864–877
- Flann Sinna mac Maíl Sechnaill 877–25 de maig de 916
- Conchobar mac Flainn 916–919
- Donnchad Donn mac Flainn 919–944
- Oengus mac Donnchada 944–945/946
- Donnchad mac Domnaill 945/946–950
- Fergal Got mac Oengussa c. 950–c.950
- Aed mac Mael Ruanaid c. 950–951
- Domnall mac Donnchada 951–952
- Carlus mac Cuinn 952–960
- Donnchad Finn mac Aeda 960–974
- Muirchertach mac Mael Sechnaill 974–c. 976
- Máel Sechnaill mac Domnaill 975/976–2 de setembre de 1022
- Mael Sechnaill Got mac Mael Sechnaill 1022–1025
- Roen mac Muirchertaig 1025–1027
- Domnall Got 1027–1030
- Conchobar ua Mael Sechlainn 1030–1073
- Murchad mac Flainn Ua Mael Sechlainn 1073–1073
- Mael Sechlainn Ban mac Conchobair Ua Mael Sechlainn 1073–1087
- Domnall mac Flainn Ua Mael Sechlainn 1087–1094
- Donnchad mac Murchada Ua Mael Sechlainn 1094–1105
- Conchobar mac Mael Sechlainn Ua Mael Sechlainn 1094–1105
- Muirchertach mac Domnaill Ua Mael Sechlainn 1105–1106
- Murchad mac Domnaill Ua Mael Sechlainn 1106–1153
- Mael Sechlainn mac Domnaill Ua Mael Sechlainn 1115
- Domnall mac Murchada Ua Mael Sechlainn 1127–1127
- Diarmait mac Domnaill Ua Mael Sechlainn 1127 – 1130
- Conchobar Ua Conchobair 1143-1144
- Donnchad mac Muirchertaig Ua Mael Sechlainn 1144–????
- Mael Sechlainn mac Murchada Ua Mael Sechlainn 1152-1155
- Donnchad mac Domnaill Ua Mael Sechlainn 1155
- Diarmait mac Domnaill Ua Mael Sechlainn 1155–1156
- Donnchad mac Domnaill Ua Mael Sechlainn 1156–1157
- Diarmait mac Domnaill Ua Mael Sechlainn 1157–1158
- Donnchad mac Domnaill Ua Mael Sechlainn 1158–1160
- Diarmait mac Domnaill Ua Mael Sechlainn 1160–1169
- Domnall Bregach mac Mael Sechlainn meic Domnaill Ua Mael Sechlainn 1169–1173

### Els senyors de Clonlonan
- Art mac Mael Sechlainn meic Domnaill Ua Mael Sechlainn 1173–1184
- Magnus Ua Mael Sechlainn ????–1175
- Mael Sechlainn Beg, 1184–1213
- Cormac mac Art O Melaghlain, 1213–1239
- Art mac Cormac, 1239–1283
- Cairbre, 1283–1290
- Murchadh mac Cairbre, 1290–93
- Cormac mac Cormac, 1293?–1301
- Cairbre an Sgregain, 1301?–1323
- Art Mór mac Cormac, 1323–1344.
- Cormac Ballach mac Art, 1344–62.
- Art mac Art Mór, 1362–85
- Conchobhar, 1385?–1401
- ?, fl. 1431.
- Art mac Conn?, mort el 1431
- Laighnech mac Corc, mort el 1487
- Conn mac Art mac Conn, 1487–1500
- Murchad mac Conn, died 1518.
- Toirrdelbach the Cleric, 1518–37.
- Art mac Conn, 1537–39
- Felim Óg mac Felim mac Conn, 1539–42.
- Rudhraighe, 1542–43; died 1544.
- Caedach mac Felim mac Conn, 1543–?
- Conn mac Art mac Conn, ?–1548
- Tadhg Ruadh mac Toirrdelbach, 1548–53?
- Murchad mac Toirrdelbach?, fl. 1547/49?
- An Calbhach, 1564–c. desembre de 1600.
- Irriel, December 1600 – 10 d'abril de 1604.
- Phelim mac Irriel, nascut l'1 d'agost de 1602, viu el 1604.

## Caps del nom
- Cornelius Frederic McLoughlin, nascut en 1897